# Nymphoides orbiculata
Nymphoides orbiculata là một loài thực vật có hoa trong họ Menyanthaceae. Loài này được (Lam.) Kuntze mô tả khoa học đầu tiên năm 1891.